# Caso Guerra
El llamado caso Guerra fue un caso en el que se acusó de corrupción a Juan Guerra, hermano del entonces vicepresidente del Gobierno español, Alfonso Guerra. 
A finales de 1989,[cita requerida] Juan Guerra fue contratado por el PSOE para trabajar en un despacho oficial de la Delegación del Gobierno en Andalucía en calidad de asistente de su hermano, con un sueldo de 129 370 pesetas líquidas al mes. El despacho era utilizado para actividades diferentes a las asignadas, según algunos medios, lo que le valió a Juan Guerra ser acusado y juzgado por los delitos de cohecho, fraude fiscal, prevaricación, malversación de fondos y usurpación de funciones. De todas estas causas fue absuelto en siete juicios, excepto del fraude fiscal. Una decena de acusaciones más fueron archivadas. El Tribunal Supremo había revocado una de las sentencias, que lo condenaba por usurpación de funciones en la Audiencia sevillana, ordenando la absolución. 
Se ha destacado que, a pesar de conocerse públicamente desde junio de 1989 —mediante una noticia del semanario Época— las circunstancias del caso, no habrían sido explotadas políticamente por la oposición hasta enero de 1990. Alfonso Guerra se vio forzado a dimitir como vicepresidente del Gobierno en enero de 1991, a pesar de que a la postre su hermano resultara absuelto de cualquier tipo de corrupción.
Como explicaron Fernando García de Cortázar y José Manuel González Vesga:

En 1991, el vicepresidente del gobierno Alfonso Guerra presentó su dimisión, salpicado por el escándalo familiar de acusación de tráfico de influencias. Este olor a podrido y a dinero sucio (...) tizna al Partido Socialista, que denunciado por corrupción toca fondo en su desprestigio electoral cuando en la primavera de 1993 decide adelantar los comicios.

En cuanto a la condena, en 1995, por delito fiscal, él y su socio Juan José Arenas fueron condenados cada uno a dos penas de un año de cárcel (que no hubieron de cumplir al carecer de antecedentes penales) por un fraude fiscal de 42.103.742 pesetas cometido durante los años 1988 y 1989 en su empresa Corral de la Parra. Ambos fueron condenados además a pagar dos multas de 24.933.200 y 34.860.000 pesetas respectivamente.
Juan Guerra solicitó un recurso de amparo al Tribunal Constitucional, al considerar que la instrucción efectuada por el juez Ángel Márquez había vulnerado la presunción de inocencia. Si bien este recurso fue desestimado por tres votos contra dos, los dos jueces que votaron a su favor, Vicente Gimeno y Manuel Jiménez de Parga, calificaron la instrucción de "inquisitorial y cuasi demoniaca". 
En 2012 fue de nuevo archivada una causa sobre su persona en la que se le acusaba de cometer alzamiento de bienes, causa sobreseída por falta de pruebas.
Aunque Juan Guerra nunca fuera condenado por ningún caso de corrupción, en el imaginario colectivo se recuerda como "el primer caso de corrupción de la democracia". 